# Chedorlaomer
Chedorlaomer è un personaggio biblico. Stando alla Bibbia, fu re dell'Elam ai tempi del patriarca Abramo.
Andò in guerra contro Bera, re di Sodoma, Birsa, re di Gomorra, Sineab, re di Adma, Semeber, re di Zeboim e contro il re di Bela. Dopo essere stati assoggettati a lui per dodici anni, questi Re si ribellarono. Infine venne ucciso dal patriarca Abramo.
Chedorlaomer, prima che Abramo giungesse nella Terra Promessa nel 1943 a.C., aveva esteso il suo potere verso Ovest fino ai confini dell'Egitto. Dopo 12 anni di servitù, 5 re presso l'estremità Sud del Mar Morto si erano ribellati contro il loro signore orientale. Nel 14º anno, Chedorlaomer e 3 re alleati, Amrafel re di Sinar, Arioc re di Ellasar e Tidal re di Goim, si spinsero a Ovest per soffocare la rivolta. Partendo da Nord, e avanzando verso Sud, distrussero tutte le città lungo le vie carovaniere a Est del Giordano e a Sud del Mar Morto, nella zona occupata in seguito dagli amalechiti. Fu poi facile mettere in fuga i 5 re promotori dell'insurrezione.
Anche Lot, nipote di Abramo, che abitava nelle vicinanze, fu preso prigioniero da Chedorlaomer. Abramo, saputolo, partì subito all'inseguimento con 318 servitori armati. A Dan sorpresero le preponderanti forze nemiche e, riuscendo a respingerle fino a Oba, a Nord di Damasco, liberarono i suoi beni.
Il nome Chedorlaomer come tale non si trova nelle liste degli antichi sarrem dell'Elam ma è riconosciuto come un nome elamita. Kudur, possibile variante di Chedor, compare in molti nomi composti, mentre Lagamar, abbastanza simile a Laomer, era una divinità elamita.